# 波赫丹尼夫卡 (科羅斯堅區)
51°17′17″N 28°58′22″E / 51.28806°N 28.97278°E
波赫丹尼夫卡（烏克蘭語：Богданівка），是烏克蘭北部的村落，隸屬日托米爾州的科羅斯堅區。該村面積1.29平方公里，海拔高度140米，2001年人口274，人口密度每平方公里212.24人。